# Dido, Queen of Carthage

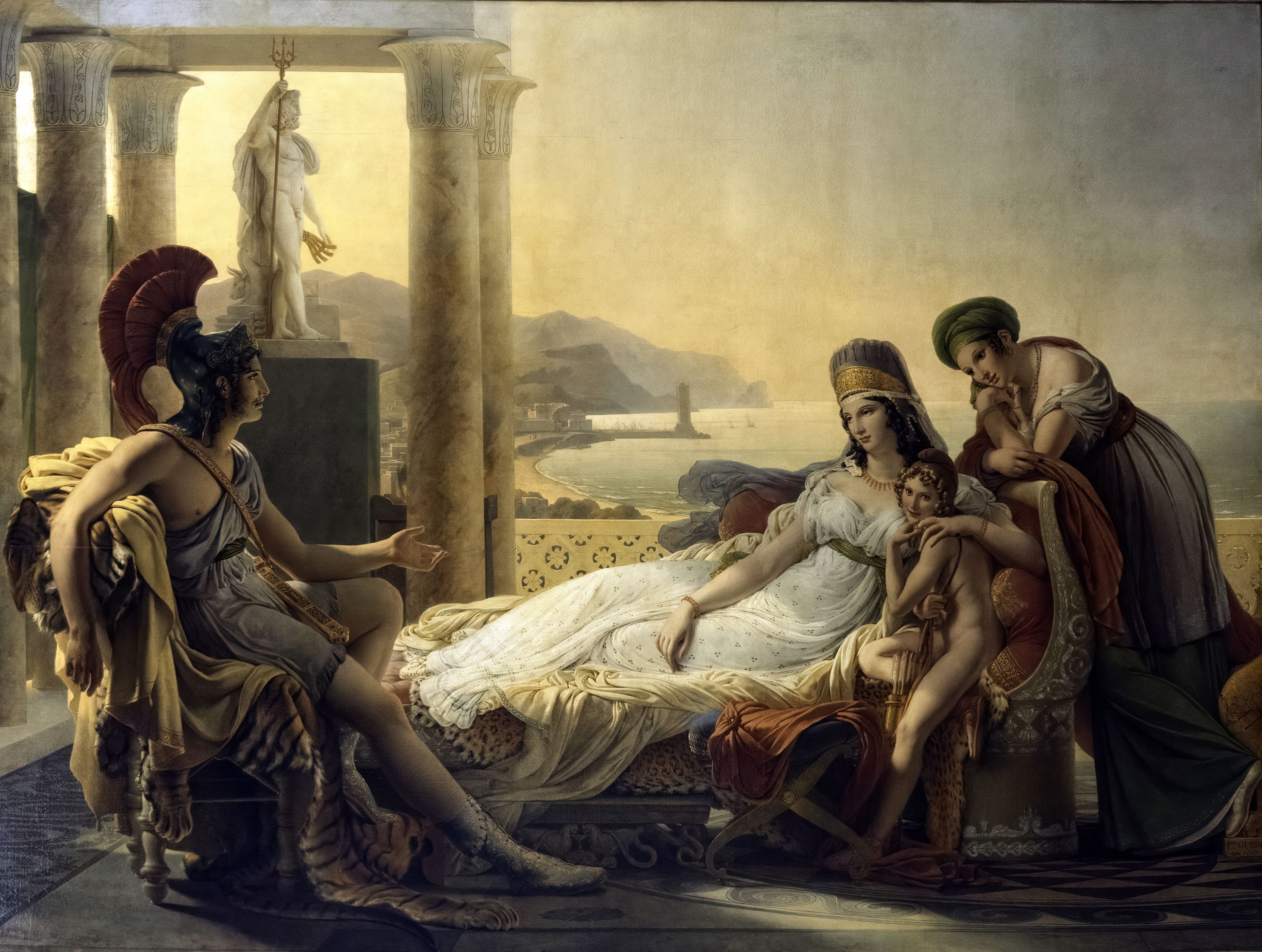
Dido en Aeneas, schilderij van Pierre-Narcisse Guérin.

Dido, Queen of Carthage  is een kort toneelstuk, geschreven door de Engelse toneelschrijver Christopher Marlowe, met mogelijke bijdragen van Thomas Nashe. Het verhaal richt zich op de klassieke figuur van Dido, de koningin van Carthago. Het vertelt een intens dramatisch verhaal over Dido en haar fanatieke liefde voor Aeneas (veroorzaakt door Cupido), over het verraad van Aeneas en haar uiteindelijke zelfmoord na zijn vertrek naar Italië. De toneelschrijvers grepen voor het verhaal terug op Boeken 1, 2 en 4 van de Aeneis van Vergilius als hun belangrijkste bronnen.

## Publicatie
Het toneelstuk werd voor het eerst gepubliceerd in 1594 door de boekhandelaar Thomas Woodcock. De titelpagina schrijft het stuk toe aan Marlowe en Nashe, en vermeldt ook dat het gespeeld was door the Children of the Chapel. Dat gezelschap van jonge acteurs stopte met voorstellingen in 1584, maar trad blijkbaar nadien toch nog sporadisch op in de late jaren 1580 en vroege jaren 1590, zodat de meeste onderzoekers de eerste opvoering van Dido plaatsen in de periode 1587-1593.

## Auteurschap
De 19e-eeuwse geleerde Frederick Gard Fleay probeerde om te bepalen wat het aandeel was van elke auteur in de tekst en schreef deze gedeelten toe aan Nash:
Bedrijf I, toneel 1 (tweede deel, na regel 122); Bedrijf III, tonelen 1, 2 en 4; Bedrijf IV, tonelen 1, 2 en 5;
- En de rest aan Marlowe. Nochtans stemmen slechts weinig andere critici in met deze beoordeling zodat het aandeel van Nashe een open vraag blijft. Sommige critici negeerden zelfs de mogelijke deelname van Nashe - maar het bestaan van een medewerker zou de afwijkingen van Marlowes standaard dramaturgie in het stuk kunnen verklaren. Zo heeft geen enkel ander stuk van Marlowe zo'n sterke vrouwelijke hoofdpersoon, en in geen enkel ander "is heteroerotic passion the centripetal force of the drama's momentum."

## Receptie
Marlowes stuk werd lang genegeerd en als minderwaardig gezien in vergelijking met zijn andere, grotere werken. Pas in de 20e eeuw kwam daar verandering in, toen de Engelse dichter T.S. Eliot het toneelstuk in 1919 als 'underrated' beschreef. Het was Marlowes eerste tragedie, een stuk dat hij waarschijnlijk schreef toen hij nog in Cambridge studeerde, maar Eliot vond dat het toch meer ernstige aandacht verdiende van de critici en dat er nog heel wat te bewonderen viel aan de dramaturgie en aan de poëzie zelf. Vanaf dan werd het stuk van Marlowe terug regelmatig opgevoerd in moderne producties. Na een gedenkwaardige opvoering in the State Apartments te Kensington Palace in 2008 werd het in april 2009 ook geprogrammeerd in het Royal National Theatre.

## Personages
- Dido - koningin van Carthago
- Aeneas - een Trojaanse koninklijke held, zoon van Anchises en de godin Venus
- Ascanius - zoon van Aeneas
- Iarbas - Koning van Gaetulia die verliefd is op Dido
- Achates - vriend van Aeneas
- Ilioneus
- Cloanthus
- Sergestus
- Anna - Dido's zuster in de Romeinse mythologie
- Jupiter
- Ganymedes
- Cupido
- Mercurius
- Venus - moeder van Aeneas
- Juno
- Een Heer
- Een verpleegster
- verschillende aanwezigen

## Plot

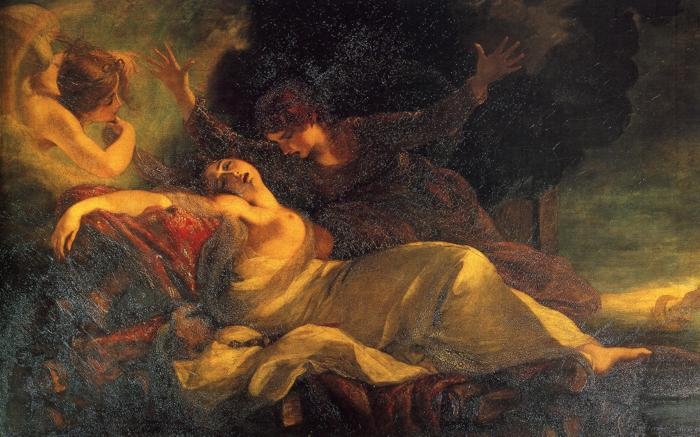
De dood van Dido. Schilderij van Joshua Reynolds uit 1781

### Bedrijf I
1.1: Ganymedes beklaagt zich tegen Jupiter over zijn behandeling door Juno. Venus smeekt Jupiter om haar zoon Aeneas te redden omdat de Trojaanse vloot in een storm is terechtgekomen die Juno heeft opgeroepen. Venus kijkt dan toe als de vloot veilig landt aan de kust van Carthago, en verzoekt de bemanning (in vermomming) om aan het hof van koningin Dido te verschijnen. Aeneas herkent zijn moeder als ze vertrekt.
1.2: De overige schepen van de Trojaanse vloot landen veilig wat verder langs de Carthaagse kust. De bemanningsleden ontmoeten daar Iarbus, die hen uitnodigt aan "ons" hof.

### Bedrijf II
2.1: De Trojanen zijn herenigd bij de rechtbank, en koningin Dido maakt haar intrede om Aeneas voor de eerste keer te ontmoeten. Nieuwsgierig moedigt ze Aeneas aan om zijn verhaal vertellen over de Val van Troje en hoe hij en zijn manschappen erin geslaagd zijn om te ontsnappen. Venus neemt Ascanius weg en vervangt hem door haar eigen zoon Cupido, zodat deze ervoor kan zorgen dat Dido verliefd wordt op Aeneas. Als dat lukt zal Dido mogelijk Aeneas helpen om zijn schepen te herstellen zodat hij naar Italië kan varen, of ze zal met hem trouwen en hem koning van Carthago maken.

### Bedrijf III
3.1: Cupido, vermomd als Ascanius, doet zijn werk en Dido begint zich onberekenbaar te gedragen en ontslaat Iarbus. Ze vertrouwt haar zuster Anna toe dat ze plotseling verliefd is geworden op Aeneas. Zelf is Anna (zo komen we te weten) stiekem verliefd op Iarbus. Dido biedt Aeneas aan om zijn schepen te herstellen als hij bij haar wil blijven.
3.2: Juno vindt de verborgen Ascanius terug en overweegt uit wraak om hem te vermoorden. Venus is echter tijdig gewaarschuwd en gaat een confrontatie met haar aan. Ondanks hun vijandschap werken de twee godinnen samen een plan uit dat voor ieder van hen voordelig is: Aeneas ertoe brengen om te trouwen met Dido, zodat hij in Carthago blijft.
3.3: Er volgt een jachtpartij waarbij Iarbus zijn jaloezie voor Aeneas niet kan verbergen. Hij wordt weer ontslagen door Dido en zint op wraak tegen de Trojaan.
3.4: De door Juno opgewekte storm brengt Dido and Aeneas samen in een grot wanneer ze beschutting zoeken. Dido verklaart uiteindelijk haar liefde, en Aeneas gaat daar op in en belooft bij zijn geliefde in Carthago te blijven. Dido geeft hem haar trouwring, en het lot dat Juno hun had toebedacht lijkt nu bezegeld te zijn.

### Bedrijf IV
4.1: De storm is voorbij, en Iarbus' jaloersheid bereikt een hoogtepunt wanneer hij Dido en Aeneas samen uit de grot ziet komen.
4.2: Iarbus denkt dat hij wordt gestraft door de goden, en wil daarom Jupiter een offer aanbieden. Anna smeekt de koning om haar en niet Dido zijn passie te schenken, maar Iarbus weet dat dit buiten zijn macht ligt en dat hij "the course of his desire" niet kan veranderen.
4.3: Mercurius verschijnt aan Aeneas in een droom met een boodschap van Jupiter en herinnert de Trojaan aan zijn missie naar Italië. Aeneas schikt zich in zijn lot en brengt zijn bemanning aan boord van de schepen. Even overweegt hij om persoonlijk afscheid te nemen van Dido, maar hij voelt dat hij haar niet zou kunnen weerstaan als ze hem zou vragen om bij haar te blijven.
4.4: Dido komt alles te weten over Aeneas' geplande vlucht en beveelt dat alle Trojanen tot voor haar moeten worden gebracht. Als hij haar ziet, smelt Aeneas terug weg en hij wil zijn plannen laten varen en bij haar in Carthago blijven. Hij betuigt haar opnieuw zijn liefde, maar Dido vertrouwt hem niet meer. Zij laat Ascanius naar het binnenland brengen zodat zijn vader niet zonder hem zou vertrekken, en laat ook de zeilen en roeren van de Trojaanse schepen verwijderen.
4.5: Dido's verpleegster overtuigt Ascanius om naar haar huis in het land te gaan.

### Bedrijf V
Deze lange climaxscène kan worden onderverdeeld in drie secties. Eerst worden Aeneas en zijn metgezellen bezocht door Hermes met een niet mis te verstane boodschap van Jupiter die hen gebiedt om uit te varen naar Italië. Hermes brengt ook Ascanius mee, en zijn vader realiseert zich dat Dido's liefde het resultaat is van de interventie van Cupido. Iarbus geeft zich op als vrijwilliger om de Trojaanse vloot opnieuw op te tuigen. Dido verschijnt op het toneel en zij wil van Aeneas persoonlijk vernemen wat zijn plannen zijn. Deze keer bezwijkt hij niet en weerstaat hij haar pogingen om hem te doen blijven. Uiteindelijk vertrekt hij, en de door verdriet overmande koningin bouwt een brandstapel waar ze zich op werpt en zo maakt ze een einde aan haar leven. De radeloze Iarbus beneemt zichzelf ook van het leven omdat hij zo geschokt is over Dido's dood. Anna doet hetzelfde.

## Adaptaties
De Engelse componist Stephen Storace schreef een opera, getiteld Dido, Queen Of Carthage (1794) - waarvan zijn zuster Anna (Nancy) Storace, voor wie de titelrol werd geschreven, zei dat het zijn grootste werk was. Het was ook het enige werk van Storace waarin alle dialogen werden gezongen. Door toedoen van zijn impresario Richard Brinsley Sheridan, die piraatversies vreesde, bestond er van deze opera slechts één exemplaar, dat werd bewaard in het Drury Lane Theatre waar het waarschijnlijk verloren is gegaan in de brand van 1809.

## Moderne producties
- American Repertory Theater, Boston, maart 2005
- Royal National Theatre, Londen, maart-juni 2009